# Nowy Dwór (powiat kwidzyński)
Nowy Dwór (niem. Neuhöfen) – wieś w Polsce, położona w województwie pomorskim, w powiecie kwidzyńskim, w gminie Kwidzyn.
W latach 1975–1998 miejscowość należała administracyjnie do województwa elbląskiego.